# بلیک لی
بلیک لی (انگلیسی: Blake Lee؛ زادهٔ ۳۱ اوت ۱۹۸۳) هنرپیشه است. وی از سال ۲۰۰۹ میلادی تا کنون مشغول فعالیت بوده‌است. او به خاطر بازی در سریال پارک‌ها و تفریحات شناخته می‌شود.